# Młodzieżowe Mistrzostwa Polski w futsalu
Młodzieżowe Mistrzostwa Polski w futsalu są organizowane corocznie w czterech kategoriach wiekowych wśród mężczyzn i w trzech wśród kobiet. Zwycięzca zostaje Mistrzem Polski w odpowiedniej kategorii. Pierwsze Młodzieżowe Mistrzostwa Polski w futsalu odbyły się w sezonie 2001/2002 w kategorii U-20, a pierwszym Mistrzem Polski była drużyna Clearex Chorzów, od sezonu 2013/2014 odbywają się także turnieje kobiet.

## Medaliści

### Mężczyźni

#### U-20
Źródło: 
| Sezon     | I miejsce                  | II miejsce           | III miejsce                |
| --------- | -------------------------- | -------------------- | -------------------------- |
| 2001/2002 | Clearex Chorzów            | Jango Gliwice        | DSI Legnica                |
| 2002/2003 | Radan Gliwice              | PA Nova Gliwice      | Timemaster Siemianowice    |
| 2003/2004 | Clearex Chorzów            | Baustal Kraków       | Rekord Bielsko-Biała       |
| 2004/2005 | Radan Gliwice              | Baustal Kraków       |                            |
| 2005/2006 | Kupczyk Kraków             | Radan Gliwice        | Grembach Zgierz            |
| 2006/2007 | Strzelec Gorzyczki         | Rekord Bielsko-Biała | Radan Gliwice              |
| 2007/2008 | Kupczyk Kraków             | Gwiazda Ruda Śląska  | Red Devils Chojnice        |
| 2008/2009 | Gwiazda Ruda Śląska        | Rekord Bielsko-Biała | Gwiazda Ruda Śląska        |
| 2009/2010 | Pogoń 04 Szczecin          | Tango Gliwice        | Clearex Chorzów            |
| 2010/2011 | Clearex Chorzów            | Rekord Bielsko-Biała | Gwiazda Ruda Śląska        |
| 2011/2012 | AZS Łódź                   | KS Gniezno           | Pogoń 04 Szczecin          |
| 2012/2013 | KS Gniezno                 | Rekord Bielsko-Biała | Grembach Zgierz            |
| 2013/2014 | Clearex Chorzów            | BSF Bochnia          | Rekord Bielsko-Biała       |
| 2014/2015 | Rekord Bielsko-Biała       | Wisła Krakbet Kraków | MKF Solne Miasto Wieliczka |
| 2015/2016 | MKF Solne Miasto Wieliczka | Unisław Team         | Rekord Bielsko-Biała       |
| 2016/2017 | Rekord Bielsko-Biała       | AZS UMCS Lublin      | Unisław Team               |
| 2017/2018 | Rekord Bielsko-Biała       | AZS UMCS Lublin      | BSF Bochnia                |
| 2018/2019 | Rekord Bielsko-Biała       | TAF Toruń            | BSF Bochnia                |
| 2019/2020 | Rekord Bielsko-Biała       | BSF Bochnia          | KS Futsal Piła             |

#### U-18
Źródło: 
| Sezon     | I miejsce            | II miejsce             | III miejsce                  |
| --------- | -------------------- | ---------------------- | ---------------------------- |
| 2008/2009 | Rekord Bielsko-Biała | Radan Gliwice          | Hurtap Łęczyca               |
| 2009/2010 | Szóstka Będzin       | Rekord Bielsko-Biała   | Red Devils Chojnice          |
| 2010/2011 | Akademia FC Pniewy   | Rekord Bielsko-Biała   | Gwiazda Ruda Śląska          |
| 2011/2012 | Rekord Bielsko-Biała | Wisła Krakbet Kraków   | Hurtap Łęczyca               |
| 2012/2013 | Gwiazda Ruda Śląska  | UKS City Zen Poznań    | Rekord Bielsko-Biała         |
| 2013/2014 | Hurtap Łęczyca       | Solne Miasto Wieliczka | Rekord Bielsko-Biała         |
| 2014/2015 | Rekord Bielsko-Biała | Solne Miasto Wieliczka | GKS Futsal Tychy             |
| 2015/2016 | Rekord Bielsko-Biała | BSF Bochnia            | Hurtap Łęczyca               |
| 2016/2017 | Rekord Bielsko-Biała | MKS Trzebinia Siersza  | Sobek Kraków                 |
| 2017/2018 | BSF Bochnia          | Rekord Bielsko-Biała   | Berland Komprachcice         |
| 2018/2019 | BSF Bochnia          | Jantar Ustka           | Rekord Bielsko-Biała         |
| 2019/2020 | Rekord Bielsko-Biała | Hurtap Łęczyca         | Orzeł Futsal Jelcz-Laskowice |

#### U-16
Źródło: 
| Sezon     | I miejsce            | II miejsce                   | III miejsce          |
| --------- | -------------------- | ---------------------------- | -------------------- |
| 2010/2011 | Rekord Bielsko-Biała | Gwiazda Ruda Śląska          | Północ Chrzanów      |
| 2011/2012 | Wisła Krakbet Kraków | Unisław Team Unisław         | Rekord Bielsko-Biała |
| 2012/2013 | Wisła Krakbet Kraków | Rekord Bielsko-Biała         | Unisław Team Unisław |
| 2013/2014 | Rekord Bielsko-Biała | GKS LZS Wikielec             | Wisła Krakbet Kraków |
| 2014/2015 | Rekord Bielsko-Biała | GKS LZS Wikielec             | Sobek Kraków         |
| 2015/2016 | BSF Bochnia          | Jantar Ustka                 | Rekord Bielsko-Biała |
| 2016/2017 | BSF Bochnia          | Kamionka Mikołów             | Rekord Bielsko-Biała |
| 2017/2018 | Rekord Bielsko-Biała | BSF Bochnia                  | Kamionka Mikołów     |
| 2018/2019 | Rekord Bielsko-Biała | Hurtap Łęczyca               | Odra Opole           |
| 2019/2020 | Rekord Bielsko-Biała | Beniaminek Starogard Gdański | GKS Futsal Nowiny    |

#### U-14
Źródło: 
| Sezon     | I miejsce            | II miejsce           | III miejsce                  |
| --------- | -------------------- | -------------------- | ---------------------------- |
| 2010/2011 | Gwiazda Ruda Śląska  | Unisław Team Unisław | Rekord Bielsko-Biała         |
| 2011/2012 | Gwiazda Ruda Śląska  | Hurtap Łęczyca       | Futsal Akademia Pyskowice    |
| 2012/2013 | LZS GKS Wikielec     | Gwiazda Ruda Śląska  | Rekord Bielsko-Biała         |
| 2013/2014 | Rekord Bielsko-Biała | Góral Tryńcza        | GKS Glink Gorlice            |
| 2014/2015 | Helios Białystok     | Unia Tarnów          | BSF Bochnia                  |
| 2015/2016 | GKS Wikielec         | Gwiazda Ruda Śląska  | Kamionka Mikołów             |
| 2016/2017 | Constract Lubawa     | Gwiazda Ruda Śląska  | Rekord Bielsko-Biała         |
| 2017/2018 | Rekord Bielsko-Biała | Sobek Kraków         | Beniaminek Starogard Gdański |
| 2018/2019 | Rekord Bielsko-Biała | Sobek Kraków         | Jantar Ustka                 |
| 2019/2020 | Rekord Bielsko-Biała | Bór Regut            | Hurtap Łęczyca               |

### Kobiety

#### U-18
Źródło: 
| Sezon     | I miejsce             | II miejsce      | III miejsce          |
| --------- | --------------------- | --------------- | -------------------- |
| 2013/2014 | LKS Rolnik B.Glogowek | Gol Częstochowa | Rekord Bielsko-Biała |

#### U-16
Źródło: 
| Sezon     | I miejsce           | II miejsce            | III miejsce        |
| --------- | ------------------- | --------------------- | ------------------ |
| 2013/2014 | Sztorm AWFiS Gdańsk | LKS Rolnik B.Glogowek | Bronowianka Kraków |

#### U-14
Źródło: 
| Sezon     | I miejsce           | II miejsce              | III miejsce        |
| --------- | ------------------- | ----------------------- | ------------------ |
| 2013/2014 | Sztorm AWFiS Gdańsk | Tygryski Świętochłowice | Bronowianka Kraków |